# 14573 Montebugnoli
14573 Montebugnoli è un asteroide della fascia principale. Scoperto nel 1998, presenta un'orbita caratterizzata da un semiasse maggiore pari a 2,3116647 UA e da un'eccentricità di 0,1485417, inclinata di 5,55814° rispetto all'eclittica.
L'asteroide è dedicato all'ingegnere italiano Stelio Montebugnoli, dirigente tecnologo dell'Istituto nazionale di astrofisica (INAF) presso la stazione radioastronomica di Medicina.